# Copenhagen Screaming!
Copenhagen Screaming! er et livealbum indspillet under det danske band Love Shops turné Copenhagen Screaming! Tour i 2003. Albummet er mixet af Hilmer Hassig. 
Albummet blev udgivet i 2004 på gruppens eget pladeselskab Fanstar Records på CD (STAR 1001) og distribueret af Playground Music.
Kort efter udgivelsen af albummet besluttede bandet at holde en pause, og Hilmer Hassig forlod nogle måneder herefter orkesteret. 

## Indhold
Alt tekst skrevet af Jens Unmack, alt musik komponeret af Hilmer Hassig og Jens Unmack, bortset fra “Casanegra” (Muus, Hassig, Unmack, Dehn og Grabowski).
| #   | Titel                          | Længde |
| --- | ------------------------------ | ------ |
| 1.  | "Vi Blinker Så Hurtigt Vi Kan" |        |
| 2.  | "Alt Du Har At Sige"           |        |
| 3.  | "Uforelsket"                   |        |
| 4.  | "Fremmedlegionær"              |        |
| 5.  | "Alle Har En Drøm At Befri"    |        |
| 6.  | "Radio Kalundborg"             |        |
| 7.  | "Weekender"                    |        |
| 8.  | "Fan Star"                     |        |
| 9.  | "Love Goes On Forever"         |        |
| 10. | "Det Tog Mig Et År"            |        |
| 11. | "Du Er Kommet For At Gå"       |        |

## Medvirkende
- Jens Unmack – sang
- Hilmer Hassig – elektrisk guitar
- Henrik Hall – akustisk guitar, mundharpe, kor
- Thomas Risell - el-bas, kor
- Mikkel Damgaard - keyboards